# Ramsey-Modell
Das Ramsey-Modell ist ein neoklassisches Modell der Wachstumstheorie, und Ausgangsmodell der modernen dynamischen Makroökonomik. Es basiert auf grundlegenden Arbeiten von Frank Plumpton Ramsey (1928). Die wichtigsten Erweiterungen wurden von David Cass (1965) und Tjalling Koopmans (1965) vorgenommen, weshalb diese Modellkategorie auch Ramsey–Cass–Koopmans Modell (kurz RCK) genannt wird.
Es handelt sich um ein Wirtschaftswachstumsmodell, das untersucht, wie Ersparnisse und Investitionen das Niveau des Wirtschaftswachstums im Laufe der Zeit bestimmen. Die grundlegende Frage von Ramsey war es, wie viel eine Gesellschaft sparen sollte, wenn ihr Ziel darin besteht, die Wohlfahrt ihrer Mitglieder über einen unbeschränkten Zeitraum hinweg zu maximieren. Über seine Verwendung als grundlegendes Wachstumsmodell hinaus wird dieses Modell in vielen Bereichen der Makroökonomie verwendet, einschließlich der Analyse von Steuerpolitik, Besteuerung, Konjunkturzyklen und der Geldpolitik.

## Allgemeines
Wirtschaftswissenschaftler haben Modelle entwickelt, die das ökonomische Wachstum einer Volkswirtschaft mathematisch erklären. Eines der grundlegenden Modelle ist das Solow-Modell, welches die Akkumulation von physischem Kapital hin zu einem langfristigen Gleichgewicht zwischen Investitionen und Abschreibungen beschreibt. Die modellierte Wirtschaft wandert über die Zeit zu einem sogenannten Wachstumsgleichgewicht bzw. stationären Zustand (englisch steady state). Das Ramsey–Cass–Koopmans Modell (RCK) ähnelt dem Solow-Modell stark, jedoch wird die Dynamik der Wirtschaftsaggregate durch Entscheidungen auf mikroökonomischer Ebene bestimmt. Das RCK-Modell unterscheidet sich vom Solow-Modell in einem entscheidenden Punkt, es ist mikrofundiert. Das Modell modelliert explizit die Konsumentenseite und endogenisiert die Ersparnis mithilfe einer Optimierung des Nutzenmaximierungsproblem eines unendlich lange lebenden repräsentativen Haushalts. Wachstumsraten von Arbeit und technologischen Fortschritts werden weiterhin als gegeben angenommen, aber das RCK-Modell leitet die Entwicklung des Kapitalstocks aus der Interaktion von Haushalten und Unternehmen auf Wettbewerbsmärkten ab, wodurch die Sparquote nicht mehr exogen und variabel ist. Dieses Modell vermeidet alle Marktunvollkommenheiten und Verbindungen zwischen Generationen (anders als Modelle überlappender Generationen), was es zu einem natürlichen Referenzfall macht.
Ein Ergebnis des Ramsey-Modells ist die sogenannte Keynes-Ramsey-Regel, die Wachstumsrate des Konsums als Ergebnis intertemporaler Nutzenmaximierung. Das grundlegende Grundlage der neoklassischen Wachstumstheorie.

### Primärliteratur
- Frank Plumpton Ramsey: A mathematical theory of saving. In: The Economic Journal. 1928, S. 543–559.
- David Cass: Optimum growth in an aggregative model of capital accumulation. In: The Review of Economic Studies. 1965, S. 233–240.
- T. C. Koopmans: On the concept of optimal economic growth. The econometric approach to development planning. Chicago 1965.

### Sekundärliteratur
- Daron Acemoglu: Introduction to Modern Economic Growth. Princeton University Press, Princeton, 2009. ISBN 978-0-691-13292-1. S. 287–326.
- David Romer: Advanced Macroeconomics. 4., Auflage. McGraw-Hill, New York 2012. ISBN 978-0-07-351137-5. Kapitel 2.
- Maik Heinemann: Dynamische Makroökonomik. Springer Gabler; Auflage: 2015 (20. November 2014). ISBN 978-3-662-44155-8. Kapitel 3 Das Ramsey-Modell.